# Nové Chalupy (Nová Pec)

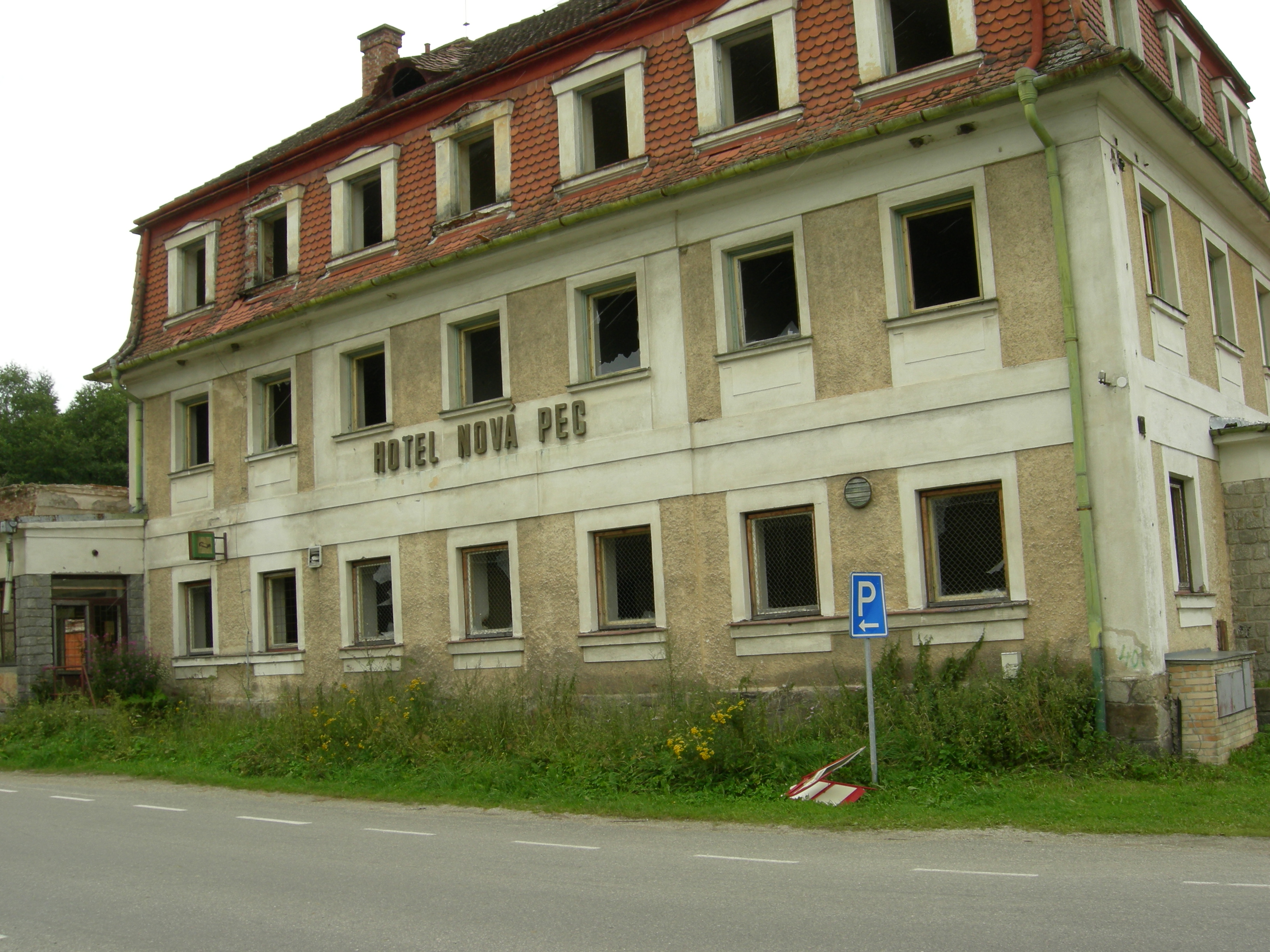
Ruine des ehemaligen Hotels Muhr

Nové Chalupy (deutsch Neuhäuser) ist ein Ortsteil der Gemeinde Nová Pec in Tschechien. Er liegt sechs Kilometer nordwestlich von Horní Planá und gehört zum Okres Prachatice. Nové Chalupy ist der größte Ortsteil der Gemeinde Nová Pec und Sitz der Gemeindeverwaltung.

## Geographie
Nové Chalupy befindet sich am rechten Ufer des Stausees Lipno im Böhmerwald. Die Ortschaft erstreckt sich zwischen den Mündungen der Rasovka (Hefenkriegbach) und des Novopecký smyk (Hefenkrieger Glitsche) in den Moldaustausee. Nördlich erhebt sich der Bělský vrch (Großer Berg, 782 m n.m), im Nordosten der Hrad (Hausberg, 940 m n.m) und die Houba (864 m n.m), südöstlich der Na Skalce (793 m n.m), im Süden der Šešovec (Scheschberg, 899 m n.m), südwestlich der Hochficht/Smrčina (1333 m n.m), der Reischlberg/Hraničník (1281 m n.m) und die Studničná (Brunnauberg, 1160 m n.m), im Westen der Koňský vrch (Roßberg, 1026 m n.m.) und der Jelenský vrch (823 m n.m.) sowie nordwestlich der Perník (Lebzelterberg, 1048 m n.m), der Hajný vrch (826 m n.m) und der Ovesný vrch (Wahlberg, 842 m n.m). Durch Nové Chalupy verläuft die Bahnstrecke České Budějovice–Černý Kříž, der Bahnhof trägt den Namen Nová Pec.
Nachbarorte sind Bělá im Norden, Pernek, Maňava, Hory und Kovárna im Osten, Hefenkrieg Mlýn und Bližší Lhota im Südosten, die Wüstung Huťský Dvůr im Süden, Láz und Nová Pec im Westen sowie Dlouhý Bor, Ovesná und Vltava im Nordwesten.

## Geschichte
Zum Ende des 18. Jahrhunderts bestanden im Mündungsbereich des Seebaches und des Hefenkriegbaches in die Moldau lediglich die Höpfelmühle, die Einschicht Zaunlipp, die Salnauer Jägerhäuser sowie ein Schwemmplatz, von dem das auf der oberen Moldau geflößte Scheitholz über das Scheiterstraßl mit Fuhrwerken hinauf zum Schwarzenbergschen Schwemmkanal transportiert wurde. Im Jahre 1840 war die Ansiedlung noch so unbedeutend, dass sie in Sommers topographischer Beschreibung des Königreiches Böhmen als Teil von Parkfried betrachtet und nicht namentlich erwähnt worden ist.  Anderthalb Kilometer südlich der Salnauer Jägerhäuser entstand in der Mitte des 19. Jahrhunderts die Ansiedlung Neuhäuser, ihre erste schriftliche Erwähnung erfolgte am 30. November 1846. Wie Parkfried war auch Neuhäuser nach Salnau gepfarrt. Bis zur Mitte des 19. Jahrhunderts blieben die Neuhäuser der Allodialherrschaft Krumau untertänig.
Nach der Aufhebung der Patrimonialherrschaften bildete Neuhäuser ab 1849 mit den Salnauer Jägerhäusern, dem Zaunhaus, Zaunlipp und der Stallschmiede einen Ortsteil der Gemeinde Neuofen im Gerichtsbezirk Oberplan. Ab 1868 gehörte das Dorf zum Bezirk Krumau. An der Moldau entstand in dieser Zeit die Fürstlich Schwarzenbergsche Dampfsäge. Nachdem zwischen 1887 und 1888 die 3,8 Kilometer lange Hefenkrieger Glitsche bzw. Salnauer Riese (Novopecký smyk) zur Moldau angelegt worden war, mit der die Holzflößerei von der Großen Mühl zur Moldau verlagert wurde, und der Salnauer Flößplatz 1892 auch eine Eisenbahnverbindung nach Budweis erhielt, wuchs Neuhäuser/Nove Domy stark an. Am Bahnhof entstand die neue Siedlung Salnau-Bahnhof. Im Jahre 1910 bestand die Streusiedlung aus 26 Häusern und hatte 270 Einwohner. Zwischen 1923 und 1924 erfolgte die Gründung einer Freiwilligen Feuerwehr. Der tschechische Ortsname wurde 1924 in Nové Chalupy geändert. Nördlich des Bahnhofs ließen die Fürsten Schwarzenberg 1926 den größten Kabelkran der Tschechoslowakei errichten, der der Übersetzung des Holzes über die Moldau zur Eisenbahn diente; er wurde 1929 bei einem Orkan umgeworfen und fiel in den Fluss. Am Bahnhof eröffnete der Verwalter der Schwarzenbergischen Brauerei in Schwarzbach, Franz Böhm, das Hotel Muhr. Im Jahre 1928 wurde in der Nähe des Bahnhofs ein tschechischer Kindergarten eröffnet, den vornehmlich die Kinder der Beamten der ČSD aus der weiten Umgebung besuchten. Außerdem gab es in Neuhäuser eine deutschsprachige Schule. 1930 lebten in den 37 Häusern von Neuhäuser 313 Personen. Im Oktober 1938 wurde das Dorf in Folge des Münchner Abkommens dem Deutschen Reich zugeschlagen und gehörte bis 1945 zum Landkreis Krummau. 1945 lebten in den 44 Häusern von Neuhäuser 326 Personen. Nach dem Ende des Zweiten Weltkriegs kam Nové Chalupy an die Tschechoslowakei zurück und die deutschböhmische Bevölkerung wurde auf Grund der Beneš-Dekrete zum großen Teil vertrieben. Zwei Drittel der Häuser blieben unbewohnt und wurden abgebrochen. Später wurde die Siedlung zum Ortszentrum der Gemeinde Nová Pec ausgebaut. Im Jahre 1991 hatte Nové Chalupy 380 Einwohner. 2001 bestand der Ort aus 62 Wohnhäusern, in denen 370 Menschen lebten. Insgesamt besteht Nové Chalupy aus 109 Häusern.

## Ortsgliederung
Der Ortsteil Nové Chalupy ist Teil des Katastralbezirks Nová Pec. Zu Nové Chalupy gehört die Ansiedlung Kovárna (Zaunlipp).

## Söhne und Töchter des Ortes
- Franz Bernhard (1934–2013), deutscher Bildhauer